# AREX

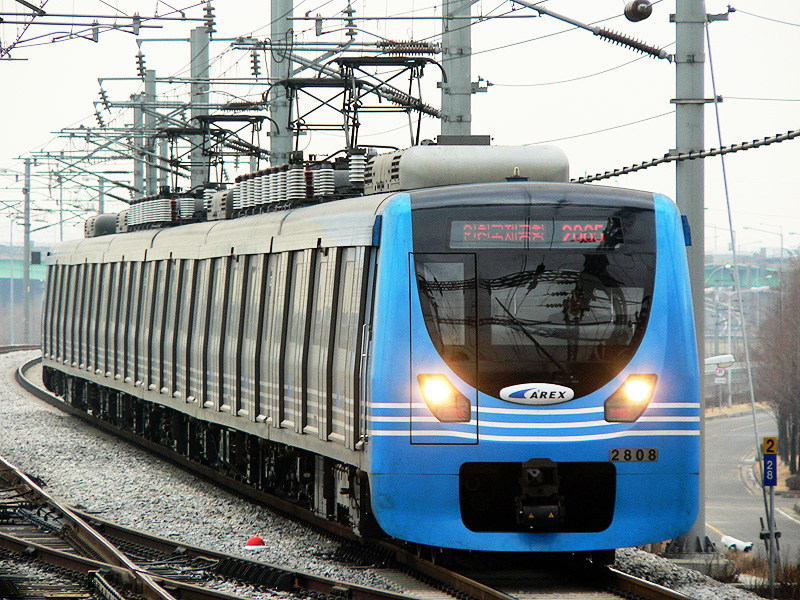
Vorortzug, der an allen Stationen hält

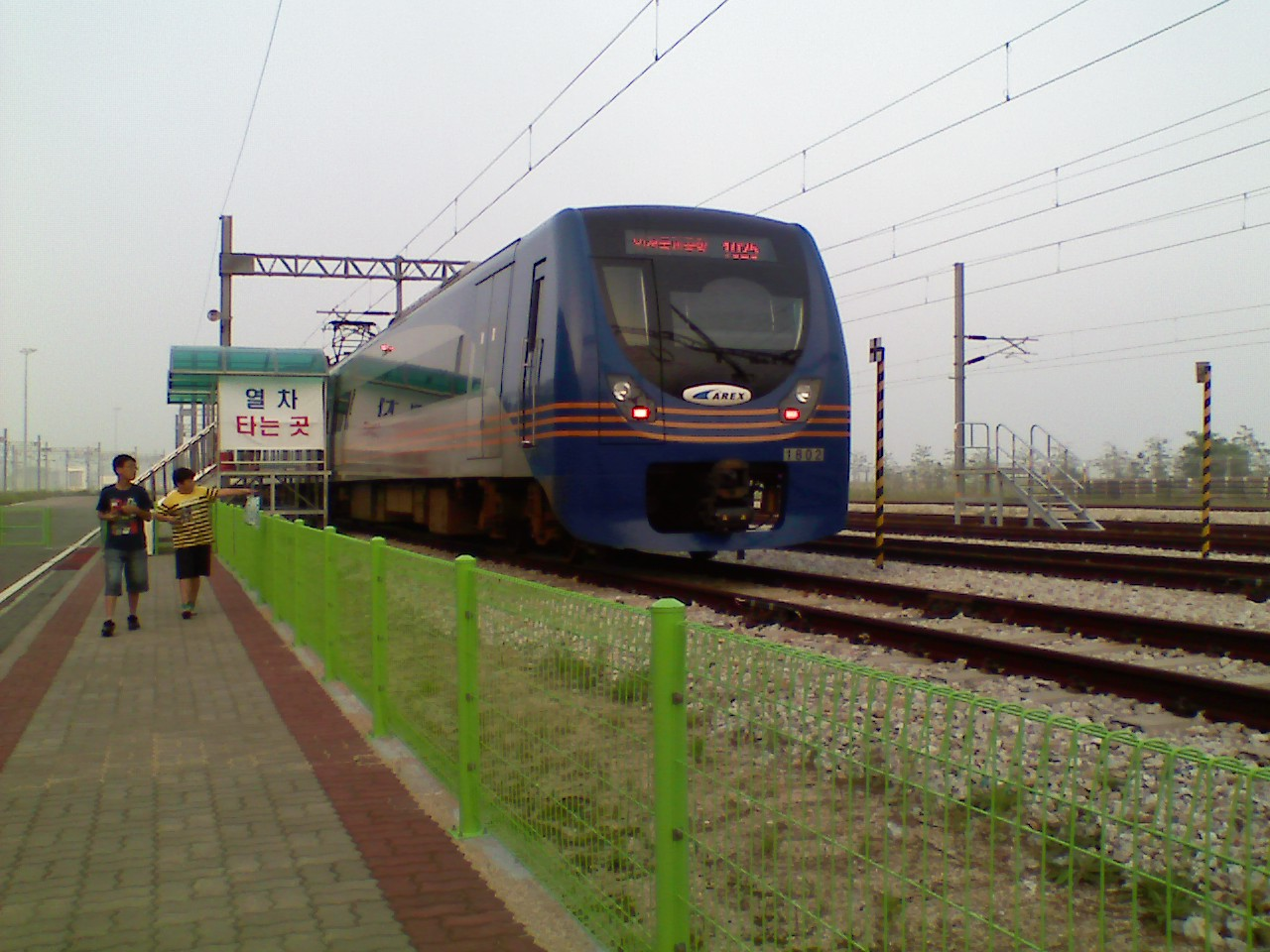
Flughafenexpress ohne Zwischenhalte

AREX (koreanisch 인천국제공항철도, englisch Incheon International Airport Railroad EXpress) ist eine südkoreanische Bahnlinie, die den Incheon International Airport mit dem Bahnhof Seoul verbindet. Sie ist Teil des Bahnnetzes der Metropolregion Seoul.
Am 23. März 2007 wurde die Strecke als schnelle Verbindung zwischen den beiden Flughäfen Incheon und Gimpo westlich von Seoul eröffnet. Streckenverlängerung erfolgten an beiden Enden. Am 29. Dezember 2010 wurde der Bahnhof Seoul erreicht und im Januar 2018 wurde das zweiten Passagierterminal des Flughafens Incheon mit der darunterliegenden AREX-Station eingeweiht.
Einige Zwischenhalte wurden nachträglich eingefügt, darunter Gongdeok (November 2011), Cheongna International City (Juni 2014), Yeongjong (März 2016) und Magonknaru (September 2018).

## Betrieb
Auf der Strecke fahren Vorortzüge und Flughafenexpress-Züge. Die Vorortzüge halten an allen Bahnhöfen. Ihre Fahrzeit beträgt 66 Minuten. Der Flughafenexpress hält nur am Bahnhof Seoul und am Flughafen am Terminal 1 und am Terminal 2. Die Fahrzeit verkürzt sich auf 51 Minuten.
Ab Juni 2014 nutzten auch Hochgeschwindigkeitszüge des Korea Train Express (KTX) die Strecke. Die durchgehenden Züge wurden im März 2018 jedoch wieder eingestellt.

## Stationen

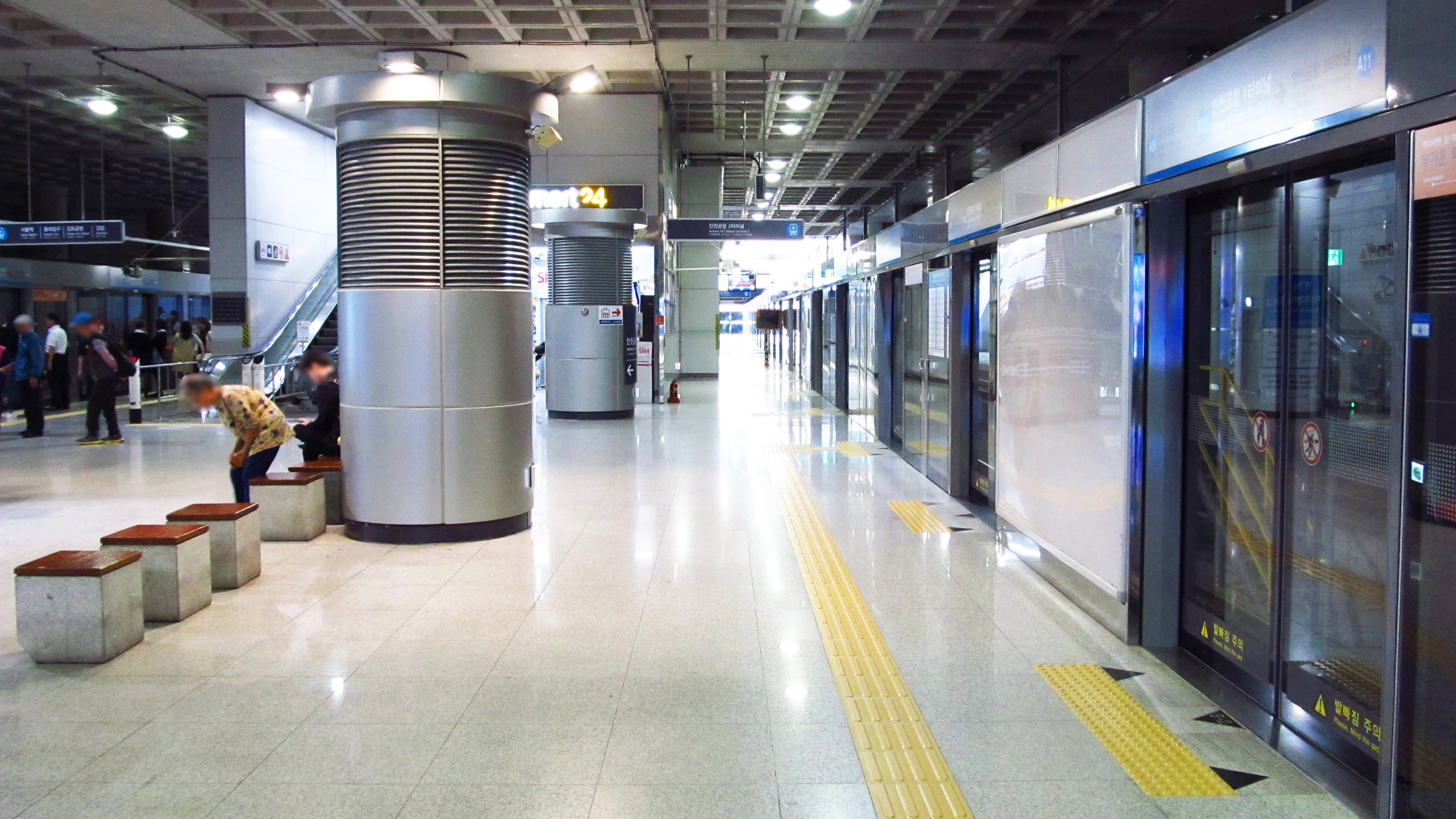
Bahnsteig des Terminals 1 des internationalen Flughafens Incheon

- Seoul Station (↑ Aufwärtslinie, direkte Zughaltestellen) – Umsteigen zur Linie 1, Linie 4, Gyeongui Jungang Line und KTX
- Bahnhof Gongdeok – Umsteigen zu den Linien 5, 6 und die Linie Gyeongui Jungang
- Bahnhof Hongik University – Umsteigen zur Linie 2, Linie Gyeongui Jungang
- Bahnhof Digital Media City – Umsteigen in die Linie 6, Linie Gyeongui Jungang
- Bahnhof Magoknaru – Umsteigen zur Linie 9
- Gimpo International Airport Station – Linie 5, Linie 9, U-Bahn-Transfer Gimpo
- Bahnhof Gyeyang – Transfer zur Incheon-Linie 1
- Bahnhof Geomam – Transfer zur Incheon-Linie 2 (reguläre Züge zum Bahnhof Geomam enden hier)
- Internationaler Stadtbahnhof Cheongna
- Bahnhof Yeongjong
- Unseo-Station
- Flughafen-Frachtterminal
- Bahnhof Incheon International Airport Terminal 1 (Haltestelle am direkten Bahnhof) – Transfer zur Magnetschwebebahn des Incheon International Airport
- Bahnhof Incheon International Airport Terminal 2 (↓ Abwärts gerichtete Linien, Direktzüge halten)
- Yongyu-Fahrzeugdepot